# Jorge Prado Alvarado
Jorge Prado Alvarado es un director de cine peruano y cineasta, conocido por dirigir la película de suspenso Vivo o Muerto: El Expediente García, basada en la historia del suicidio del exmandatario peruano Alan García Pérez.
Prado Alvarado también ha estado involucrado extensamente apoyando a directores como asistente en películas notables como La teta asustada de Claudia Llosa.

## Filmografía

#### Asistente de Dirección
- 2009: La teta asustada para Claudia Llosa.
- 2009: Contracorriente para Javier Fuentes-León.
- 2011: Las malas intenciones
- 2014: El Vientre para Daniel Rodríguez Risco.
- 2014: La Hora Azul
- 2014: Viejos Amigos para Fernando Villarán Luján.
- 2014: La amante del libertador para Rocío Llado.
- 2014: F-27 para Willy Combe.
- 2015: The Debt para Barney Elliott.
- 2015: Desaparecer para Dorian Fernández Moris.
- 2015: Lusers para Ticoy Rodríguez.
- 2016: No estamos solos para Pere Joan Ventura.
- 2016: Icaro: A Vision para Leonor Caraballo y Matteo Norzi.
- 2016: Locos de amor para Frank Pérez-Garland.
- 2016: Cementerio General 2 de Dorian Fernández-Moris.
- 2016: Guerrero para Fernando Villarán.
- 2017: Cebiche de tiburón para Daniel Winitsky.
- 2018: A tu Lado para Martin Casapía Casanova.
- 2018: ¡Asu mare! 3 para Jorge Ulloa.
- 2020: La Foquita: El 10 de la Calle para Martin Casapía Casanova.
- 2021: Hipoxemia para Martin Casapía Casanova.
- 2021: Un mundo para Julius para Rossana Diaz Costa.
- 2023: La Pampa para Dorian Fernández Moris.

#### Director
- 2024: Vivo o Muerto: El Expediente García